# Ulota lateralis
Ulota lateralis là một loài Rêu trong họ Orthotrichaceae. Loài này được (Hampe) A. Jaeger miêu tả khoa học đầu tiên năm 1880.